# Kobling
En kobling er i mekanisk terminologi en komponent, der samler to aksler eller gør en aksel adskillelig. En kobling kan derfor indsættes i en konstruktion, hvori der indgår en aksel, for at lette samling/adskillelse af konstruktionen, ligesom koblingen kan benyttes til midlertidigt at bringe overførslen af kraft til ophør.
I automobilindustrien er en  kobling synonym med en adskillelig/justerbar friktionskobling. Koblingen overfører i dette tilfælde kraft mellem krumtapsakslen (drivende) og akslen i gearkassen (drevne). Samtidig er det muligt for brugeren at koble ind og ud.
- Wikimedia Commons har flere filer relateret til Kobling

| Maskiner | Spire Denne artikel om maskiner, maskindele og apparater er en spire som bør udbygges. Du er velkommen til at hjælpe Wikipedia ved at udvide den. |